# Perth Glory FC
Perth Glory Football Club je australský fotbalový klub se sídlem v Perthu. Hraje A-League, nejvyšší fotbalovou soutěž v zemi.
Perth Glory byl založen v roce 1995 a hrál dnes neexistující National Soccer League (NSL), svůj první zápas v této soutěži odehrál v říjnu 1996 (v sezóně 1996/97). Trenéři Stange a d'Avray dovedli klub k dvěma vítězstvím v Premiershipu, později přidali další Premiership. Klub se dvakrát dostal do finále poháru a dvakrát do finále A-League Pre-Season Challenge Cup.
Klub hraje své domácí zápasy na Perth Rectangular Stadium, známém jako HBF Park, s kapacitou 20 500 míst. Stadion se nachází na Lord Street v centru města Perth.
Nejlepším střelcem v historii klubu je Bobby Despotovski se 129 góly ve všech soutěžích. Jamie Harnwell je držitelem rekordu v počtu odehraných zápasů, odehrál 256 zápasů za klub.